# Agrias calliste
Agrias calliste är en fjärilsart som beskrevs av Anton Heinrich Fassl 1924. Agrias calliste ingår i släktet Agrias och familjen praktfjärilar. Inga underarter finns listade i Catalogue of Life.